# 大平峠

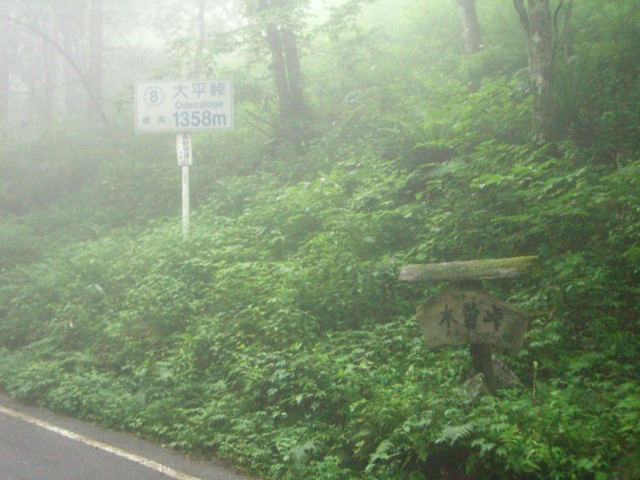
霧の大平峠（2008年6月）

大平峠（おおだいらとうげ）は、長野県の飯田市と木曽郡南木曽町の間にある標高1,358mの峠。別名「木曽峠」とも。

## 概要
飯田市から木曽郡南木曽町へ抜ける最短経路である大平街道（長野県道8号飯田南木曽線）に二つある峠のうちの一つで、飯田市・南木曽町境にある。県道8号線上で最も標高が高い峠である。
霧の深い峠としても知られており、明け方や雨天時には注意が必要である。
冬季は路線が閉鎖されるため通行できない。
大平峠一帯は、大平峠県民の森となっている。峠を挟んで、南側に兀岳、北側には夏焼山があり、それぞれ登山道がある。